# Hampsonodes
Hampsonodes is een geslacht van vlinders van de familie Uilen (Noctuidae), uit de onderfamilie Hadeninae.

## Soorten
- H. albiorbis Druce, 1908
- H. ampliplaga Walker, 1858
- H. aperiens Walker, 1857
- H. atrosignata Zerny, 1916
- H. basicarnea Walker, 1857
- H. bicornuta Berio, 1966
- H. bilineata Maassen, 1890
- H. comaltepeca Berio, 1966
- H. confisa Schaus, 1911
- H. dislocata Walker, 1856
- H. divisa Berio, 1966
- H. ferrealis Hampson, 1918
- H. fuscoma Schaus, 1906
- H. grandimacula Guenée, 1852
- H. indistincta Schaus
- H. infirma Schaus, 1894
- H. latifascia Walker, 1865
- H. leucographa Hampson, 1910
- H. leucopis Hampson, 1918
- H. lilacina Jones, 1914
- H. maneti Schaus, 1912
- H. mastoides Hampson, 1910

- H. melagona Hampson, 1910
- H. mesochroa Hampson, 1910
- H. naevia Guenée, 1852
- H. nigrescens Dyar, 1912
- H. niphetodes Dyar, 1910
- H. obconica Druce, 1908
- H. oliveata Hampson, 1910
- H. orbica Hampson, 1910
- H. parta Schaus, 1894
- H. promentoria Dognin, 1907
- H. pygmaea Hampson, 1914
- H. retracta Hampson, 1910
- H. rhodopis Druce, 1908
- H. rufula Dognin, 1907
- H. xanthea Jones, 1908